# Jan Hansson (sportjournalist)
Jan Walter Hansson, född 4 maj 1950 i Kungsbacka, är en svensk tidigare sportjournalist och krönikör.

## Biografi
Hansson arbetade på Göteborgs-Posten 1970–2001 och Borås Tidning 2001–2015, och har verkat som sportchef på respektive tidning. Han har följt tolv olympiska spel och sex VM i fotboll på plats.
Hansson har 2022 givit ut boken Strövtåg. Boken innehåller kåserier som Hansson skrev under resor i Sverige i samband med Covid-19-pandemin i Sverige. Dessutom har han varit redaktör för boken Millennium, utgiven år 1999.